# National Highway System (Kanada)

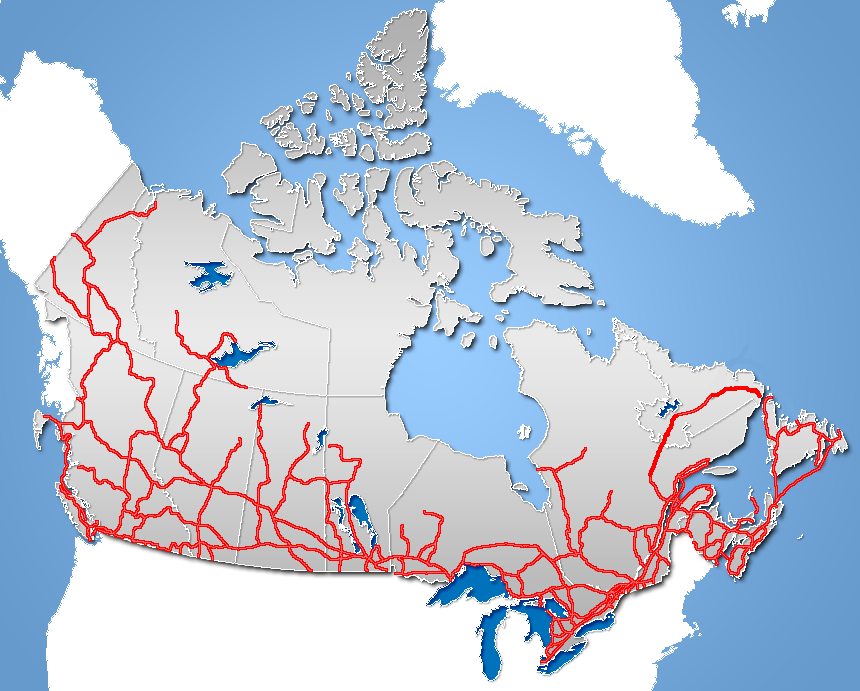
Das National Highway System in Kanada

Das National Highway System in Kanada wurde vom Rat der kanadischen Verkehrsminister ins Leben gerufen. Es stellt die Nachfolge beziehungsweise die Ergänzung zum Konzept des Trans-Canada Highways aus dem Jahre 1949 dar und wurde 1988 beschlossen. Ziel des Trans-Canada-Highways war seinerzeit, alle Provinzen durch einen Highway zu verbinden, der gewisse Mindeststandards im Straßenbau erfüllt. Bei der Einführung 1988 wurden 24.500 km in das National Highway System aufgenommen, bis 2017 wurde das Netz auf 38.098 km erweitert. Die Straßen selbst werden mit Ausnahme des Trans-Canada-Highways nicht mit besonderen Straßenschildern markiert.

## Geschichte
1949 wurde das Konzept eines Trans-Canada-Highways beschlossen. Ab 1950 wurde ein Highway gebaut beziehungsweise schon vorhandene Straßenabschnitte genutzt, um die West- und Ostküste Kanadas miteinander zu verbinden. Über eine Strecke von 7821 km wurde Victoria in der Provinz British Columbia mit St. John’s in Neufundland und Labrador verbunden. 1962 wurde der Trans-Canada-Highway von John Diefenbaker, dem Premierminister, eröffnet, die Bauarbeiten wurden jedoch erst 1971 abgeschlossen.
Bei einer Sitzung der kanadischen Verkehrsminister wurde 1988 eine Erweiterung des bestehenden Systems beschlossen. In das National Highway System (NHS) wurden die Straßen aufgenommen, die für den internationalen bzw. interprovinziellen Verkehr von Bedeutung waren. Im Gegensatz zu europäischen Straßensystemen unterstehen die meisten Straßen mit überregionaler Bedeutung wie zum Beispiel Bundesautobahnen in Kanada nicht einer Bundesbehörde, sondern sind in provinzieller Verantwortung und Besitz. Daher unterstehen nur 3 % des Straßensystems den Bundesbehörden, weitere 3 % sind in kommunaler Verantwortung. Erweiterungen im NHS werden daher vom Rat der Verkehrsminister vorgenommen, seit Gründung des NHS' wurde dieses um knapp 13.600 km erweitert, die letzten bedeutenden Veränderungen wurden 2005 vorgenommen, seither gab es verschiedene kleinere Anpassungen.

## Gliederung
Das National Highway System gliedert die Straßen in drei Kategorien:

### Core Routes
Das Herzstück des Straßennetzes bilden die Core Routes. Sie verbinden die Provinzen miteinander bzw. sind an die wichtigen Grenzübergangsstellen angeschlossen. 27.726 km werden als Core Routes geführt.

### Feeder Routes
Diese machen 4456 km im NHS aus. Sie haben primär keinen interprovinziellen Charakter, sondern führen auf die Core Routes hin. Sie stellen Verbindungen zu Bevölkerungs- bzw. Industriezentren dar.

### Northern and Remote Routes
Diese Straßen führen in den Norden des Landes bzw. zu abgelegenen Gebieten. Diese Straßen haben einen Umfang von 5917 km.

## Streckennetz
Das Streckennetz obliegt in 97 % aller Fälle den Provinzen. Es führt durch alle Provinzen und Territorien außer Nunavut, das nicht an das weitere kanadische Straßennetz angeschlossen ist. Die unten aufgeführten Routen sind Bestandteile des National Highway Systems.
Klassifizierung:
C = Core Routes
F = Feeder Routes
N = Northern and Remote Routes

Die grün markierten Routen sind Bestandteile des Trans-Canada-Highways, der Ost- und Westküste Kanadas verbindet.

Schild des Trans-Canada Highways

### Alberta
| Route                                                         | Abschnitt                                                                              | Klasse | Länge |
| ------------------------------------------------------------- | -------------------------------------------------------------------------------------- | ------ | ----- |
| 1                                                             | Grenze zu Saskatchewan bei Walsh – Grenze zu British Columbia am Kicking Horse Pass    | C      | 534,7 |
| 2                                                             | Fort McLeod – Edmonton                                                                 | C      | 447,8 |
| 2                                                             | Donnelly – Highway 35 bei Grimshaw                                                     | C      | 82,4  |
| 3                                                             | Medicine Hat – Grenze zu British Columbia am Crowsnest Pass                            | C      | 324,1 |
| 4                                                             | Grenze zu Montana – Lethbridge                                                         | C      | 103,4 |
| 9                                                             | Calgary – Grenze zu Saskatchewan                                                       | C      | 324,8 |
| 15/28/28A/63                                                  | Highway 16 in Edmonton – Fort McMurray                                                 | C      | 431,3 |
| 16                                                            | Grenze zu Saskatchewan in Lloydminster – Grenze zu British Columbia am Yellowhead Pass | C      | 641,1 |
| 28                                                            | Highway 63 in Edmonton – Cold Lake                                                     | F      | 215,5 |
| 35                                                            | Highway 2 bei Grimshaw – Grenze zu den Northwest Territories am Hay River              | C      | 465,4 |
| 43                                                            | Edmonton – Grenze zu British Columbia westlich von Grande Prairie                      | C      | 498,9 |
| 49                                                            | Valleyview – Donnelly                                                                  | C      | 76,6  |
| 58                                                            | Rainbow Lake – Highway 35 in High Level                                                | N      | 139,6 |
| 58                                                            | Highway 35 in High Level – Highway 88 nördlich von Fort Vermilion                      | N      | 56,9  |
| 69                                                            | Highway 63 bei Saprae Creek – Fort McMurray Airport                                    | C      | 6,0   |
| 201                                                           | Highway 1 – Highway 1 (Umfahrung Calgary)                                              | C      | 65,0  |
| 216                                                           | Highway 16 – Highway 16 (Umfahrung Edmonton)                                           | C      | 78,0  |
| Calgary: Barlow Trail/114th Ave SE/52nd St SE/Dufferrin Place | Highway 2 – CP Intermodal Terminal                                                     | C      | 3,4   |
| Calgary: Barlow Trail/54th Ave SE/27th St SE                  | Highway 2 – CN Intermodal Terminal                                                     | C      | 1,9   |

### British Columbia
| Route                                    | Abschnitt                                                             | Klasse | Länge  |
| ---------------------------------------- | --------------------------------------------------------------------- | ------ | ------ |
| 1                                        | Grenze zu Alberta am Kicking Horse Pass – Victoria                    | C      | 993,0  |
| 2                                        | Grenze zu Alberta bei Tupper – Dawson Creek                           | C      | 42,0   |
| 3                                        | Grenze zu Alberta am Crowsnest Pass – Hope                            | C      | 833,0  |
| 4                                        | Highway 19 westlich von Parksville – Port Alberni                     | F      | 38,0   |
| 5                                        | Tête Jaune Cache – Hope                                               | C      | 531,0  |
| 11                                       | Abbotsford – Grenze zu Washington südlich von Abbotsford              | C      | 3,0    |
| 15                                       | Grenze zu Washington südlich von Surrey – Highway 99 in Surrey        | C      | 3,0    |
| 16                                       | Grenze zu Alberta am Yellowhead Pass – Prince Rupert                  | C      | 1074,0 |
| 17                                       | Victoria – Highway 99 in Surrey                                       | C      | 44,0   |
| 19                                       | Nanaimo – Parksville                                                  | C      | 41,0   |
| 19                                       | Highway 1 südlich von Nanaimo – Duke Point Ferry Terminal             | C      | 7,6    |
| 19                                       | Parksville – Campbell River                                           | F      | 118,4  |
| 37                                       | Highway 16 bei Terrace – Kitimat                                      | F      | 57,7   |
| 37                                       | Highway 16 bei Kitwanga – Alaska Highway                              | N      | 724,0  |
| 95                                       | Highway 3 westlich von Yahk – Grenze zu Idaho bei Eastport            | F      | 11,3   |
| 97                                       | Cache Creek – Grenze zum Yukon bei Teslin                             | C      | 1812,0 |
| 97                                       | Highway 97C westlich von Westbank – Highway 97A/B nördlich von Vernon | C      | 80,0   |
| 97                                       | Highway 97 C westlich von Westbank – Penticton                        | F      | 44,1   |
| 97                                       | Penticton – Grenze zu Washington südlich von Osoyoos                  | F      | 65,0   |
| 97A                                      | Highway 97A/B nördlich von Vernon – Sicamous                          | C      | 66,0   |
| 97B                                      | Highway 97A/B nördlich von Vernon – Salmon Arm                        | C      | 14,0   |
| 97C                                      | Merritt – Highway 97 westlich von Westbank                            | C      | 106,0  |
| 99                                       | Grenze zu Washington südlich von Surrey – Highway 1 in Vancouver      | C      | 59,0   |
| 99                                       | Highway 1 in Vancouver – Whistler                                     | C      | 103,0  |
| 101                                      | Langdale – Powell River                                               | F      | 112,2  |
| Vancouver: McGill St.                    | Highway 1 – Hafen Vancouver (Vanterm und Centerm)                     | C      | 4,0    |
| Delta: Deltaport Way                     | Highway 99 – Hafen Vancouver (Deltaport)                              | C      | 10,0   |
| Surrey: River Rd. und Elevator Rd.       | Highway 17/99 – Fraser River Port                                     | C      | 15,0   |
| Prince Rupert: Fairview Terminals Rd.    | Highway 16 – Hafen von Prince Rupert                                  | C      | 2,0    |
| Richmond: Bridgeport Rd./Sea Island Way  | Highway 99 – Vancouver International Airport                          | C      | 1,7    |
| Victoria: McTavish/Canora/Willingdon Rd. | Highway 17 – Victoria Airport                                         | C      | 0,8    |
| Kelowna: Airport Way                     | Highway 97 – Kelowna Airport                                          | C      | 0,3    |
| Abbotsford: Mt. Lehman Rd.               | Highway 1 – Abbotsford Airport                                        | C      | 2,9    |
| Prince George: Old Cariboo Highway       | Highway 16 – Prince George Airport                                    | C      | 5,0    |
| Vancouver: 176th St., 104 Ave.           | Highway 1 – CN Vancouver Intermodal Terminal                          | C      | 2,0    |
| Vancouver: Hwy 7/7B, Kennedy Rd.         | Highway 1/7B – CP Vancouver Intermodal Facility                       | C      | 14,0   |

### Manitoba
| Route                                                    | Abschnitt                                                                 | Klasse | Länge |
| -------------------------------------------------------- | ------------------------------------------------------------------------- | ------ | ----- |
| 1                                                        | Grenze zu Ontario bei West Hawk Lake - Grenze zu Saskatchewan bei Elkhorn | C      | 500,1 |
| 6                                                        | Highway 100 bei Winnipeg – Thompson                                       | F      | 740,6 |
| 10                                                       | Brandon – Highway 16 westlich von Minnedosa                               | C      | 93,6  |
| 10/60                                                    | Highway 6 südlich von Grand Rapids – Flin Flon                            | N      | 368,2 |
| 16                                                       | Portage la Prairie – Grenze zu Saskatchewan westlich von Russell          | C      | 267,2 |
| 75                                                       | Winnipeg – Grenze zu North Dakota bei Emerson                             | C      | 93,6  |
| Winnipeg: Winnipeg Route 90, Sargent Rd., Wellington Rd. | Highway 101 bei Winnipeg – James H. Richardson Airport                    | C      | 13,3  |
| 101                                                      | Highway 1 – Highway 1 (Nordumfahrung Winnipeg)                            | C      | 49,6  |
| 221                                                      | Highway 101 bei Winnipeg – CPR Weston                                     | C      | 13,9  |
| Winnipeg: Plessis Road                                   | Highway 100 – Symington Yard                                              | C      | 6,0   |

### Neufundland und Labrador
| Route   | Abschnitt                                                   | Klasse | Länge  |
| ------- | ----------------------------------------------------------- | ------ | ------ |
| 1       | Channel-Port aux Basques – St. John’s                       | C      | 911,0  |
| 2       | Route 1 bei Mount Pearl – Hafen St. John’s                  | C      | 14,8   |
| 40      | Route 1 in St. John’s – St. John’s Airport                  | C      | 1,3    |
| 100     | Route 1 südlich von Blaketown – Fährhafen bei Argentia      | C      | 44,0   |
| 340     | Route 1 südlich von Lewisporte – Lewisporte Marine Terminal | C      | 15,0   |
| 350     | Route 1 östlich von Grand Falls-Windsor – Botwood           | C      | 17,6   |
| 430     | Route 1 in Deer Lake – Fährhafen bei St. Barbe              | F      | 298,0  |
| 450A    | Route 1 in Corner Brook – Hafen Corner Brook                | C      | 3,9    |
| 500     | Grenze zu Québec westlich von Labrador City – Labrador City | N      | 19,0   |
| 500/510 | Labrador City – Blanc-Sablon                                | N      | 1142,0 |

### New Brunswick
| Route                                                     | Abschnitt                                                                              | Klasse | Länge |
| --------------------------------------------------------- | -------------------------------------------------------------------------------------- | ------ | ----- |
| 1                                                         | Petitcodiac – Grenze zu Maine bei St. Stephen                                          | C      | 240,0 |
| 2                                                         | Grenze zu Québec nördlich von Edmundston – Grenze zu Nova Scotia östlich von Sackville | C      | 515,2 |
| 7                                                         | Highway 1 östlich von Saint John – Route 2 südlich von Oromocto                        | C      | 76,5  |
| 8                                                         | Bathurst – Miramichi                                                                   | F      | 70,2  |
| 8                                                         | Fredericton – Miramichi                                                                | F      | 191,3 |
| 11                                                        | Bathurst – Campbellton                                                                 | F      | 106,5 |
| 11                                                        | Miramichi – Route 15 in Shediac                                                        | F      | 122,0 |
| 11                                                        | Miramichi – Bathurst                                                                   | F      | 176,7 |
| 15                                                        | Moncton – Port Elgin                                                                   | C      | 59,5  |
| 16                                                        | Route 2 westlich von Sackville – Mitte Confederation Bridge                            | C      | 58,1  |
| 17                                                        | Campbellton – Grenze zu Maine in Saint-Léonard                                         | F      | 147,0 |
| 95                                                        | Route 2 in Woodstock – Grenze zu Maine östlich von Woodstock                           | C      | 14,4  |
| 111                                                       | Route 1 in Rothesay – Saint John Airport                                               | C      | 9,6   |
| Fredericton: Nevers Rd., Route 102                        | Route 2 – Fredericton International Airport                                            | C      | 5,8   |
| Saint John: Municipal streets                             | Route 1 - Hafen St. John East Side                                                     | F      | 6,7   |
| Saint John: Municipal streets                             | Route 1 - Hafen St. John West Side                                                     | F      | 2,6   |
| Moncton: Route 15, Harrisville Bd., Dieppe Bd., Route 132 | Route 2 – Greater Moncton Roméo LeBlanc International Airport                          | C      | 6,2   |
| Belledune: Turgeon Rd.                                    | Route 11 – Hafen von Belledune                                                         | F      | 4,7   |

### Northwest Territories
| Route                 | Abschnitt                                                         | Klasse | Länge |
| --------------------- | ----------------------------------------------------------------- | ------ | ----- |
| 1 – Mackenzie Highway | Grenze zu Alberta am Hay River – Highway 3 westlich von Hay River | C      | 187,0 |
| 1 – Mackenzie Highway | Highway 3 westlich von Hay River – Wrigley                        | N      | 505,5 |
| 2 – Hay River Highway | Enterprise – Hay River                                            | C      | 48,6  |
| 2 – Hay River Highway | Highway 1 südlich von Hay River – Yellowknife                     | C      | 340,0 |
| 4 – Ingraham Highway  | Yellowknife – km 69,2                                             | N      | 69,2  |
| 8 – Dempster Highway  | Grenze zum Yukon westlich von Fort McPherson – Inuvik             | N      | 272,5 |

### Nova Scotia
| Route                                                                            | Abschnitt                                                    | Klasse | Länge |
| -------------------------------------------------------------------------------- | ------------------------------------------------------------ | ------ | ----- |
| 101                                                                              | Bedford – Yarmouth                                           | C      | 309,2 |
| 102                                                                              | Halifax – Truro                                              | C      | 102,4 |
| 103                                                                              | Halifax – Yarmouth                                           | F      | 294,3 |
| 104                                                                              | Grenze zu New Brunswick westlich von Amherst – Port Hastings | C      | 274,9 |
| 104/4                                                                            | Port Hastings – Sydney                                       | C      | 130,0 |
| 105/125                                                                          | Sydney – North Sydney Ferry Terminal                         | C      | 22,5  |
| 106                                                                              | Highway 104 östlich von New Glasgow – Caribou ferry terminal | C      | 18,5  |
| 111                                                                              | Highway 118 in Dartmouth – Halifax: Victoria Rd.             | C      | 3,0   |
| 111                                                                              | Highway 118 in Dartmouth – Einfahrt Autoport Terminal        | C      | 10,0  |
| 118                                                                              | Highway 102 bei Fall River – Highway 111 in Dartmouth        | C      | 14,7  |
| 303                                                                              | Digby – Digby ferry terminal                                 | C      | 7,5   |
| Halifax: Joseph Howe Dr., Kempt Rd., Barrington St., Lower Water St., Hollis St. | Highway 102 – Hafen Halifax                                  | C      | 12,0  |

### Nunavut
Nunavut ist am NHS nicht angeschlossen.

### Ontario
| Route                                            | Abschnitt                                                       | Klasse | Länge  |
| ------------------------------------------------ | --------------------------------------------------------------- | ------ | ------ |
| QEW                                              | Fort Erie – Toronto                                             | C      | 139,0  |
| 3                                                | Highway 401 bei Windsor – Grenze zu Michigan bei Windsor        | C      | 11,0   |
| 3                                                | Highway 77 – Highway 401                                        | F      | 39,0   |
| 3B                                               | Highway 401 bei Windsor – Grenze zu Michigan bei Windsor        | C      | 11,0   |
| 6                                                | Highway 401 bei Guelph – Guelph                                 | C      | 15,4   |
| 6                                                | Highway 403 bei Burlington – Highway 401 bei Morriston          | C      | 25,9   |
| 6                                                | Highway 403 bei Hamilton – Hamilton Airport                     | C      | 10,0   |
| 7                                                | Guelph – Kitchener                                              | C      | 21,0   |
| 7/12                                             | Peterborough – Highway 11 bei Orillia                           | C      | 130,0  |
| 7/115                                            | Peterborough – Highway 417 bei Newcastle                        | C      | 250    |
| 8                                                | Kitchener – Stratford                                           | C      | 45,0   |
| 8                                                | Highway 401 bei Preston - Kitchener                             | C      | 45,0   |
| 10                                               | Highway 410 bei Brampton – Highway 26 bei Owen Sound            | F      | 136,0  |
| 11                                               | North Bay – Nipigon                                             | C      | 991,0  |
| 11/400A                                          | Barrie – North Bay                                              | C      | 239,0  |
| 12                                               | Highway 400 bei Waubaushene – Highway 93 bei Midland            | F      | 21,0   |
| 16                                               | Highway 401 bei Johnstown – Grenze zu New York bei Johnstown    | C      | 3,8    |
| 17                                               | Arnprior – Grenze zu Manitoba                                   | C      | 1948,0 |
| 17B                                              | Highway 17 – Grenze zu Michigan                                 | C      | 10,6   |
| 19                                               | Highway 401 – Tillsonburg                                       | F      | 23,0   |
| 24                                               | Highway 403 – Highway 3                                         | F      | 36,0   |
| 26                                               | Highway 400 bei Barrie – Collingwood                            | C      | 63,0   |
| 34                                               | Highway 417 – Grenze zu Québec bei Hawkesbury                   | C      | 19,2   |
| 35/115                                           | Highway 401 bei Newcastle – Peterborough                        | C      | 44,8   |
| 61                                               | Grenze zu Minnesota am Pigeon River – Highway 17 in Thunder Bay | C      | 61,0   |
| 66                                               | Grenze zu Québec bei McGarry – Kirkland Lake                    | C      | 58,0   |
| 69                                               | Parry Sound – Sudbury                                           | C      | 139,0  |
| 71                                               | Grenze zu Minnesota in Fort Frances – Highway 17 bei Kenora     | C      | 194,0  |
| 77                                               | Highway 401 bei Comber – Highway 3 bei Leamington               | F      | 23,0   |
| 101                                              | Timmins – Highway 11 bei Matheson                               | F      | 62,0   |
| 101/144                                          | Highway 17 bei Sudbury – Timmins                                | F      | 292,0  |
| 108                                              | Highway 17 bei Northshore – Elliot Lake                         | C      | 27,2   |
| 137                                              | Highway 401 bei Lansdowne – Grenze zu New York bei Lansdowne    | C      | 4,3    |
| 138                                              | Highway 401 bei Cornwall – Highway 417 bei Casselmann           | F      | 35,0   |
| 138                                              | Highway 401 bei Cornwall – Grenze zu New York bei Cornwall      | F      | 8,0    |
| 400                                              | Highway 401 in Toronto – Parry Sound                            | C      | 225,0  |
| 401                                              | Grenze zu Québec bei Bainsville – Windsor                       | C      | 827,0  |
| 402                                              | London – Grenze zu Michigan bei Sarnia                          | C      | 102,6  |
| 403                                              | QEW bei Burlington – Highway 401 bei Woodstock                  | C      | 82,0   |
| 403                                              | QEW bei Oakville – Highway 401 bei Mississauga                  | C      | 21,0   |
| 405                                              | QEW bei St. Catharines – Grenze zu New York bei Niagara Falls   | C      | 8,8    |
| 409                                              | Highway 401 in Toronto – Highway 427 in Toronto                 | C      | 6,0    |
| 410                                              | Highway 401 bei Mississauga – Brampton                          | C      | 24,0   |
| 416                                              | Highway 417 in Ottawa – Highway 401 bei Prescott                | C      | 75,9   |
| 417                                              | Grenze zu Québec bei St. Eugène – Arnprior                      | C      | 194,0  |
| 420                                              | QEW – Grenze zu New York bei Niagara Falls                      | C      | 5,0    |
| 427                                              | Highway 401 bei Toronto – QEW bei Toronto                       | C      | 7,7    |
| 427                                              | Highway 401 bei Toronto – Vaughan                               | C      | 12,3   |
| CR17                                             | Hawkesbury E – Highway 417 bei Hawkesbury                       | F      | 10,0   |
| Ottawa: Bronson Av./Airport Parkway              | Highway 417 – Ottawa Airport                                    | C      | 9,8    |
| Ottawa: Nicholas St./Rideau St./King Edward Av.  | Highway 417 – Grenze zu Québec                                  | C      | 4,0    |
| London: Airport Rd./Oxford St.                   | Highway 401 – London Airport                                    | C      | 10,0   |
| Vaughan: RR7/RR50/Rutherford Rd.                 | Highway 427 – CP Intermodal Terminal                            | C      | 6,0    |
| Vaughan: RR7/Keele St./Administration            | Highway 400 – CN RoadRailer Intermodal Terminal                 | C      | 4,3    |
| Brampton: Steeles Av./Airport Rd./Intermodal Dr. | Highway 410 – CN Intermodal Terminal                            | C      | 7,1    |
| Brampton: Derry Rd./Airport Rd./Intermodal Dr.   | Highway 427 – CN Intermodal Terminal                            | C      | 5,6    |
| Toronto: Gardiner Expressway/Kipling/Queensway   | Highway 427 – CP Obico Intermodal Terminal                      | C      | 3,5    |
| Milton: Trafalgar Rd.                            | Highway 401 – Derry Rd./CP Expressway Intermodal Terminal       | C      | 1,7    |
| Scarborough: McCowan Rd.                         | Highway 401 – CP Expressway Intermodal Terminal                 | C      | 1,6    |

### Prince Edward Island
| Route                             | Abschnitt                           | Klasse | Länge |
| --------------------------------- | ----------------------------------- | ------ | ----- |
| 1                                 | Mitte Confederation Bridge – Borden | C      | 7,9   |
| 1                                 | Borden – Wood Islands               | C      | 120,5 |
| 1A                                | Summerside – Wood Islands           | C      | 20,3  |
| 2                                 | Summerside – Charlottetown          | C      | 58,8  |
| 2                                 | Summerside – Tignish                | F      | 77,2  |
| 2                                 | Charlottetown – Souris              | F      | 78,6  |
| 3                                 | Cherry Valley – Georgetown          | F      | 33,7  |
| Charlottetown: Brackley Point Rd. | Highway 1 – Charlottetown Airport   | C      | 1,2   |

### Québec
| Route         | Abschnitt                                                                  | Klasse | Länge |
| ------------- | -------------------------------------------------------------------------- | ------ | ----- |
| A5            | Grenze zu Ontario in Gatineau – A50 bei Hull                               | C      | 1,8   |
| A10           | Pont Champlain bei Montréal – A55 bei Sherbrooke                           | C      | 137,0 |
| A10           | A15 in Montréal – Montréal                                                 | C      | 4,3   |
| A13           | A20 in Montréal – A640 in Boisbriand                                       | C      | 15,0  |
| A13           | A20 in Montréal – A40 in Montréal                                          | C      | 6,0   |
| A15           | Grenze zu New York bei St-Bernard-de-Lacolle – Pont Champlain bei Montréal | C      | 53,8  |
| A15, 117, 101 | A20 in Montréal – Grenze zu Ontario westlich von Rouyn-Noranda             | C      | 666,8 |
| A20           | Grenze zu Ontario bei Rivière-Beaudette – Route 185 bei Rivière-du-Loup    | C      | 500,3 |
| A20, 132      | Route 185 bei Rivière-du-Loup – Route 195 bei Matane                       | C      | 204,4 |
| A25           | A20 bei Longueil – A40 bei Anjou                                           | C      | 8,1   |
| A30           | A20 bei Vaudreuil-Dorion - A5 bei Vaudreuil-Dorion                         | C      | 4,9   |
| A30           | A20 bei Longueil – Route 133 bei Sorel                                     | F      | 58,1  |
| A31           | A40 bei Lavaltrie – Route 158 bei Joliette                                 | F      | 14,3  |
| A35, 133      | Grenze zu Vermont bei Philipsburg – A10 bei Carignan                       | F      | 57,4  |
| A40           | Grenze zu Ontario bei Fortune – 138 nördlich von Québec                    | F      | 342,8 |
| A50           | A5 bei Gatineau – A15 bei Mirabel                                          | C      | 156,0 |
| A55           | Grenze zu Vermont bei Stanstead – Grand-Mère                               | C      | 184,1 |
| A55, 155      | Grand-Mère – Route 169 bei Chambord                                        | C      | 249,8 |
| A70, 170      | Hafen von Port-Saguenay – Port-Saguenay                                    | C      | 18,1  |
| A70, 170      | St-Bruno – Saguenay                                                        | F      | 47,6  |
| A73, 175      | A20 bei Charny – Saguenay                                                  | C      | 208,7 |
| A73, 173      | St-Georges-de-Beauce – Beauceville                                         | F      | 17,9  |
| 85, 185       | A20 bei Rivière-du-Loup – Grenze zu New Brunswick östlich von Dégelis      | C      | 101,0 |
| A440          | Québec                                                                     | C      | 13,0  |
| A520          | A20 bei Montréal – Montréal                                                | C      | 11,2  |
| A540          | A20 bei Vaudreuil-Dorion – A40 bei Vaudreuil-Dorion                        | C      | 4,9   |
| A540          | A73 bei Québec – A40 bei Québec                                            | C      | 3,5   |
| A540          | Flughafen Québec – Québec                                                  | C      | 3,0   |
| A610, 112     | A10/A55 bei Sherbrooke – A73 bei Vallée-Jonction                           | F      | 159,4 |
| A640          | A40 bei Terrebonne – A13 bei Boisbriand                                    | C      | 34,9  |
| A720          | A15/A20 bei Montréal – Montréal                                            | C      | 8,1   |
| 109, 111      | Val-d'Or – Radisson                                                        | N      | 870,0 |
| 132, 138      | A15 bei Candiac – A20 bei Montréal                                         | C      | 15,4  |
| 136           | Hafen von Québec – A440 bei Québec                                         | C      | 13,9  |
| 138           | A40 bei Dufferin – Sept-Îles                                               | C      | 633,9 |
| 139           | Cowansville – Granby                                                       | F      | 23,6  |
| 161           | A20 in Sainte-Eulalie – St-Georges-de-Beauce                               | F      | 26,5  |
| 169, 170      | Chambord – St-Bruno                                                        | F      | 43,7  |
| 173           | St-Théophile – St-Georges-de-Beauce                                        | F      | 47,6  |
| 201           | A20 bei Coteau du lac – A530 bei Salaberry-de-Valleyfield                  | F      | 10,0  |
| 204           | A73 bei Beauceville - 173 bei Beauceville                                  | F      | 3,7   |
| 204           | A73 bei Calway - 173 bei Lévis                                             | F      | 68,9  |
| 344           | Grenze zu Ontario in Grenville – Grenville                                 | C      | 3,8   |
| 389           | Baie-Comeau – Grenze zu Labrador bei Fermont                               | N      | 565,7 |
| 49454         | Hafen von Baie-Comeau                                                      | C      | 3,8   |

### Saskatchewan
| Route                            | Abschnitt                                             | Klasse | Länge |
| -------------------------------- | ----------------------------------------------------- | ------ | ----- |
| 1                                | Grenze zu Manitoba östlich von Fleming – Regina       | C      | 245,3 |
| 1                                | Regina – Grenze zu Alberta westlich von Maple Creek   | C      | 405,2 |
| 2                                | Moose Jaw – Highway 11 in Chamberlain                 | C      | 51,5  |
| 2                                | Saskatoon – Prince Albert                             | C      | 137,2 |
| 2                                | Prince Albert – La Ronge                              | N      | 236,3 |
| 6/39                             | Regina – Grenze zu North Dakota                       | C      | 235,5 |
| 7                                | Saskatoon – Grenze zu Alberta                         | C      | 254,4 |
| 10                               | Highway 1 in Balgonie – Yorkton                       | C      | 160,5 |
| 11                               | Regina – Saskatoon                                    | C      | 253,3 |
| 16                               | Grenze zu Alberta in Lloydminster - Saskatoon         | C      | 272,1 |
| 16                               | Saskatoon – Grenze zu Manitoba östlich von Langenburg | C      | 418,7 |
| Regina: Lewvan Dr., Regina Ave.  | Highway 1, Regina Airport                             | C      | 4,9   |
| Saskatoon: Airport Drive         | Circle Dr. – Saskatoon Airport                        | C      | 1,7   |
| Saskatoon: 11th St., Chappel Dr. | Highway 7 – CN Rail terminal                          | C      | 3,0   |

### Yukon
| Route                | Abschnitt                                                                 | Klasse | Länge |
| -------------------- | ------------------------------------------------------------------------- | ------ | ----- |
| 1 – Alaska Highway   | Grenze zu British Columbia bei Teslin – Grenze zu Alaska bei Northway     | C      | 934,9 |
| 2 – Klondike Highway | Whitehorse – Grenze zu Alaska am White Pass                               | C      | 133,7 |
| 2 – Klondike Highway | Highway 1 nördlich von Whitehorse – Dempster Highway                      | N      | 482,9 |
| 5 – Dempster Highway | Klondike Highway östlich von Dawson – Grenze zu den Northwest-Territories | N      | 465,0 |